# Palmera
Pour la localité en Espagne, voir Palmera (Valence).
La palmera est une race bovine espagnole.

## Origine
Elle est originaire, comme son nom l'indique, de Las Palmas de Gran Canaria aux îles Canaries. Elle provient de bovins de race rubia gallega, arrivés comme bœufs de travail, comme sa cousine, la vache canaria, plus répandue. Elle a été métissée avec d'autres races espagnoles.
Les effectifs très faibles en 1993 (moins de 150 animaux) sont remontés à 562 en 2011, grâce à l'inscription de la race au catalogue officiel des races et aux mesures de préservation mises en place. La semence de trois taureaux a été congelée et des embryons de trois vaches sont également conservés.

## Morphologie
Elle porte une robe blanc crème à muqueuses claires.
C'est une grande race avec des vaches de 133 cm au garrot pour 500 à 550 kg et des taureaux de 140 cm pour 850 à 900 kg

## Aptitudes
La race est bien adaptée à un milieu montagneux et à climat de fortes précipitations.